# Gottesdienstgemeinde
Unter Gottesdienstgemeinde versteht man die zur Feier eines Gottesdienstes versammelte Gemeinde. Nur in seltenen Fällen ist sie, was ihre Größe und ihre Zusammensetzung angeht, gleichbedeutend mit einer Kirchen-, Anstalts- oder Personalgemeinde.

## Theologischer Hintergrund
Die „Gemeindlichkeit“, das Sich-Versammeln der Gemeinde, gehört zu den konstitutiven Merkmalen der Feiergestalt des Gottesdienstes wie zur Kirche insgesamt. „Die Kirche (altgriechisch ἐκκλησία ekklesia „die Herausgerufene“) ist in ihrem innersten Wesen versammelte Gemeinde und kann daher nur existieren, wenn sie regelmäßig zum Gottesdienst zusammenkommt“; die gottesdienstliche Versammlung ist „die Mitte und der Orientierungspunkt der alltäglichen christlichen Existenz“.

## Römisch-katholische Liturgie
Für die katholische Liturgie ist die versammelte Gemeinde der Ausdruck der Verbundenheit der Anwesenden untereinander, mit der Gesamtheit der Kirche und mit Gott; durch die Feier der Gemeindemesse wird „die Gesamtkirche an einem bestimmten Ort und zu bestimmter Zeit gegenwärtig“. Die sich versammelnden Gottesdienstteilnehmer begeben sich aus den vielfältigen individuellen Lebenskontexten des Alltags in die Gegenwart des Reiches Gottes; dadurch wird die eschatologische Sammlung der Kirche im Reich Gottes bei der Parusie Christi (Mt 24,30–31 ) vorweggenommen.
Die versammelten Gläubigen werden seit dem Mittelalter im Canon Missae, dem Hochgebet der heiligen Messe, als Circumstantes („die Umstehenden“; „alle, die hier versammelt sind“) ausdrücklich erwähnt:

„Memento, Domine, […] omnium circumstantium, quorum tibi fides cognita est et nota devotio, pro quibus tibi offerimus: vel qui tibi offerunt hoc sacrificium laudis, pro se suisque omnibus, pro se suisque omnibus, pro redemptione animarum suarum, pro spe salutis et incolumitatis suae, tibique reddunt vota sua aeterno Deo vivo et vero.“
„Gedenke […] aller, die hier versammelt sind. Herr, du kennst ihren Glauben und ihre Hingabe; für sie bringen wir dieses Opfer des Lobes dar, und sie selber weihen es dir für sich und für alle, die ihnen verbunden sind, für die Erlösung und für ihre Hoffnung auf das unverlierbare Heil. Vor dich, den ewigen, lebendigen und wahren Gott, bringen sie ihre Gebete und Gaben.“

Im dritten Hochgebet heißt es: „Erhöre, gütiger Vater, die Gebete der hier versammelten Gemeinde und führe zu dir auch alle deine Söhne und Töchter, die noch fern sind von dir.“
Die Institutio Generalis Missalis Romani 2002 unterscheidet bei den Teilnehmern an einem Gottesdienst zwischen geweihten Amtsträgern und den Gläubigen (sacri ministri atque fideles) und nennt die zu einem Gottesdienst versammelten Gläubigen Populus („Volk“).
In den deutschen Übersetzungen der Institutio Generalis wurden in verschiedenen Auflagen hierfür unterschiedliche deutsche Begriffe gewählt. Die Grundordnung des Römischen Messbuchs von 2007 übersetzt in Nr. 47 Populo congregato mit „ist das Volk versammelt“, eine 2009 vom Sekretariat der Deutschen Bischofskonferenz herausgegebenen Dokumentensammlung übersetzt „ist die Gemeinde versammelt“. Die Grundform der Missa cum populo hieß 2007 „Messe mit dem Volk“ und 2009 „Feier der Gemeindemesse“. Diese Bezeichnung hat sich im deutschen Sprachraum durchgesetzt. Das Pontifikale für die katholischen Bistümer des deutschen Sprachgebietes verwendet in einigen Liturgien für die versammelte Gemeinde die Übertragung „Volk Gottes“.

## Evangelische Theologie
Die lutherischen Bekenntnisschriften sehen die congregatio, die gottesdienstliche Versammlung, als konstitutiv für die Kirche:

„Es wird gelehrt, daß alle Zeit eine heilige christliche Kirche müsse sein und bleiben, welche ist die Versammlung aller Gläubigen, bei welchen das Evangelium rein gepredigt und die heiligen Sakramente in Übereinstimmung mit dem Evangelium gereicht werden.“

Die Kirche ist keine den Gläubigen übergeordnete Größe, sondern das sind die Glaubenden selbst, so wie sie zum Hören des Evangeliums versammelt sind und die Sakramente empfangen. Die prototypische Erscheinungsgestalt von Kirche ist für die CA die konkrete Gottesdienstgemeinde; diese Ortsgemeinde hat zugleich universalkirchlichen Bezug. „Über“ den Gläubigen ist nur Christus, der sich mit ihnen in Wort und Sakrament verbindet. In diesem Sinn ist die Kirche „Geschöpf des Wortes Gottes“ (creatura verbi).
Die versammelte Gottesdienstgemeinde ist die „ekklesiologische Primärform von Kirche“. Sie ist ganz Kirche, aber nicht „die ganze Kirche“, denn sie ist in räumlich-synkroner Hinsicht mit allen Lokalgemeinden an verschiedenen Orten verbunden, und in diachroner Sicht steht sie „in Zusammenhang mit der Christentheit aller Zeiten“ in Kontinuität zu den apostolischen Ursprüngen, hat also nicht erst im 16. Jahrhundert ihren Anfang genommen. Hierin liegt die „Katholizität“ der Reformationskirchen.